# Coleraine (district)
Coleraine is een voormalig district (met borough status) in Noord-Ierland. Het is sinds 2015 deel van het district Causeway Coast and Glens. Coleraine telde in 2007 56.800 inwoners. De oppervlakte bedraagt 486 km², de bevolkingsdichtheid is 116,9 inwoners per km².
Van de bevolking is 69,4% protestant en 27,2% katholiek.
Antrim · Ards · Armagh · Ballymena · Ballymoney · Banbridge · Belfast · Carrickfergus · Castlereagh · Coleraine · Cookstown · Craigavon · Derry (Londonderry) · Down · Dungannon en South Tyrone · Fermanagh · Larne · Limavady · Lisburn · Magherafelt · Moyle · Newry and Mourne · Newtownabbey · North Down · Omagh · Strabane